# Jerzy Besala
Jerzy Stanisław Besala (ur. 5 września 1951 w Warszawie, zm. 12 sierpnia 2023 w Warszawie) – polski historyk i publicysta.

## Życiorys
Ukończył Liceum im. Mikołaja Reja w Warszawie, a w 1976 studia historyczne na Uniwersytecie Warszawskim. Początkowo interesował się dziejami najnowszymi, ale później zajął się Rzecząpospolitą szlachecką. Był autorem kilkudziesięciu książek, m.in. biografii Stefana Batorego, Zygmunta Starego i Bony Sforzy, Zygmunta Augusta, Tajemnic historii Polski, biografii Stanisława Żółkiewskiego, pięciotomowej publikacji Miłość i strach. Dzieje uczuć kobiet i mężczyzn oraz obszernych monografii Alkoholowe dzieje Polski. Czasy Piastów i Rzeczypospolitej szlacheckiej (t.1) i Czasy rozbiorów (t. 2), Czasy Wielkiej Wojny i II Rzeczpospolitej (t. 3). 
Publikował artykuły w poczytnych czasopismach: „Polityce”, „Dzienniku Polskim”, „Wiedzy i Życiu”, „Focusie” i „Focusie Historia”.
W 2013 został odznaczony Srebrnym Krzyżem Zasługi, Brązowym Medalem „Za zasługi dla obronności kraju” oraz odznaką „Zasłużony dla Kultury Polskiej” w popularyzowaniu wydawnictw książkowych o tematyce historycznej i patriotycznej.

## Wybrane publikacje
- Wielcy hetmani Rzeczypospolitej, Warszawa, Krajowa Agencja Wydawnicza 1983, ISBN 83-03-0016-04.
- Stanisław Żółkiewski, Warszawa 1988, ISBN 83-06-01583-5 (seria Biografie Sławnych Ludzi).
- Stefan Batory, Warszawa 1992, ISBN 83-06-02253-X (seria Biografie Sławnych Ludzi).
- Tajemnice historii Polski, Poznań 2003.
- Małżeństwa królewskie. Piastowie, Warszawa 2006.
- Małżeństwa królewskie. Jagiellonowie, Warszawa 2006.
- Małżeństwa królewskie. Władcy elekcyjni, Warszawa 2007.
- Tajemnicze dzieje Europy, Warszawa 2007.
- Barbara Radziwiłłówna i Zygmunt August, Warszawa 2007, ISBN 978-83-7391-715-6.
- Miłość i strach. Dzieje uczuć kobiet i mężczyzn, tom 1, Poznań 2010, ISBN 978-83-7506-441-4.
- Miłość i strach. Dzieje uczuć kobiet i mężczyzn. Cywilizacje starożytne, tom 2, Poznań 2010, ISBN 978-83-7506-567-1.
- Na zakrętach historii, wyd. 2011.
- Miłość i strach. Dzieje uczuć kobiet i mężczyzn. Chrześcijański feudalizm i islamskie haremy, tom 3, Poznań 2012, ISBN 978-83-7506-882-5.
- Zygmunt Stary i Bona Sforza, Poznań 2012.
- Tyrani i błaźni. Od cezarów rzymskich i Henryka VIII Tudora do Stalina i Hitlera, Warszawa: Bellona 2013, ISBN 978-83-11-12581-0.
- Miłość i strach. Dzieje uczuć kobiet i mężczyzn. Wiek XVI–XVIII. Uwolnienie i konsumpcja żądz, tom 4, Poznań 2014, ISBN 978-83-7506-947-1.
- Awantury o kobiety w Polsce szlacheckiej, Warszawa: Bellona 2014, ISBN 978-83-11-13417-1.
- Zygmunt August i jego żony: studium historyczno-obyczajowe, Poznań 2015.
- Alkoholowe dzieje Polski. Czasy Piastów i Rzeczypospolitej szlacheckiej, Poznań 2015, ISBN 978-83-7785-285-9.
- Tam kiedyś była Rzeczpospolita. Ziemie ukrainne, Zysk i S-ka 2016, ISBN 978-83-778-5795-3.
- Zagadki kryminalne Rzeczypospolitej szlacheckiej, wyd. 2016.
- Rewizja nadzwyczajna. Skazy na królach i inne historie, Bellona 2018, ISBN 978-83-1115-163-5.